# Bern-Schwarzenburg-Bahn

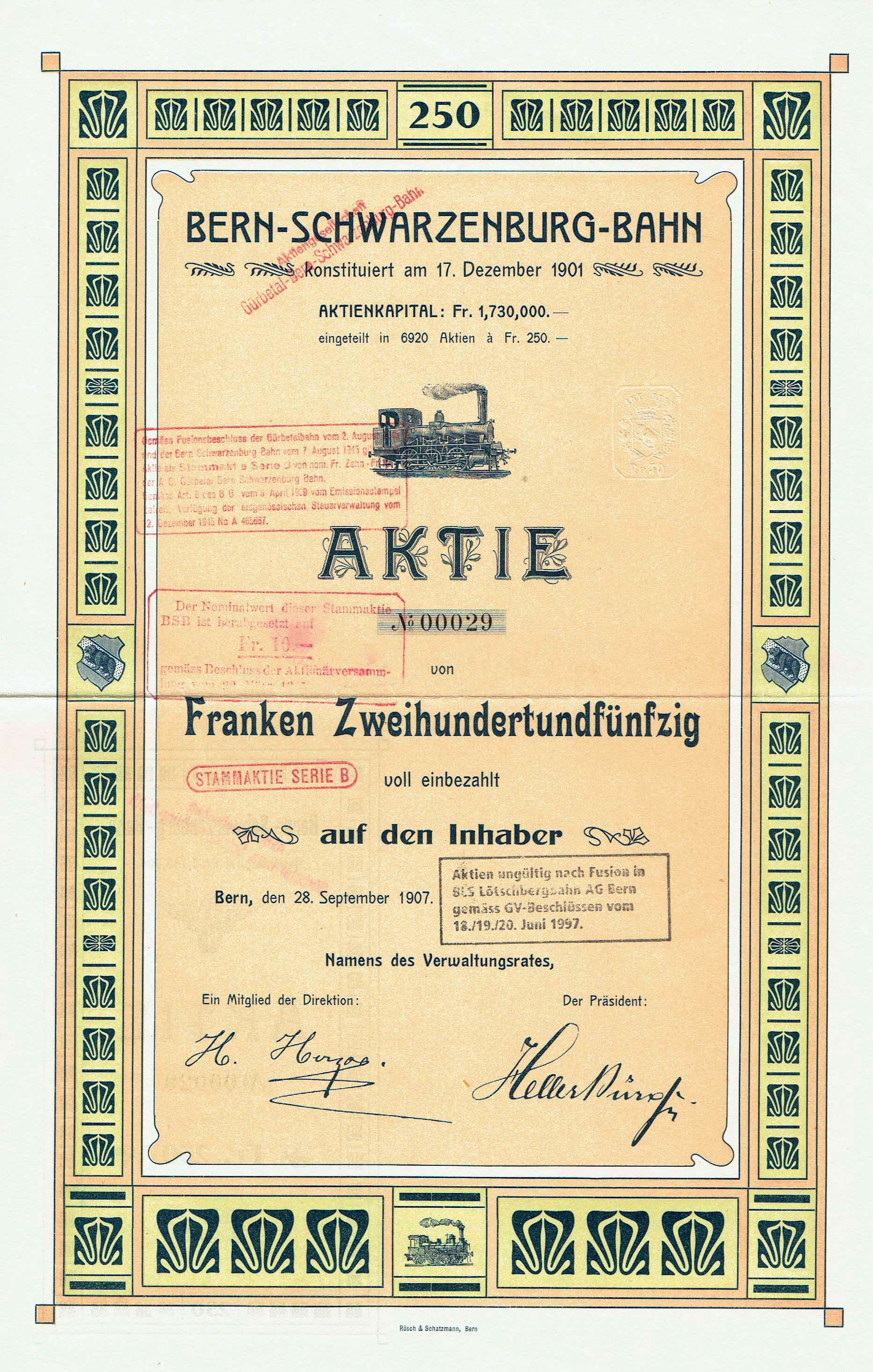
Aktie über 250 Franken vom 28. September 1907

Die Bern-Schwarzenburg-Bahn (BSB) war eine Eisenbahngesellschaft in der Schweiz, die von 1901 bis 1943 bestand. Sie baute die Bahnstrecke Bern Fischermätteli–Schwarzenburg und betrieb diese ab 1907.

## Geschichte
Die Gesellschaft wurde am 17. Dezember 1901 gegründet, um eine Eisenbahnstrecke zwischen Bern und Schwarzenburg zu bauen und zu betreiben. Infolge grösserer Bauschwierigkeiten wurde die Bahnstrecke Bern Fischermätteli–Schwarzenburg erst 1907 eröffnet.
Die Bahngesellschaft fusionierte per 1. Januar 1944 mit der Gürbetalbahn zur Gürbetal-Bern-Schwarzenburg-Bahn, die den Betrieb der Strecke fortsetzte. Nach weiteren Fusionen wurde 2006 die BLS AG zur Nachfolgerin des Unternehmens, und durch eine Umgliederung wurde die BLS Netz 2009 die Infrastrukturbetreiberin der Strecke Bern Fischermätteli–Schwarzenburg.

## Fahrzeuge
Die eingesetzten Fahrzeuge wurden flexibel mit den anderen Bahnen der BLS-Gruppe geteilt und entsprechend nicht nur auf der eigenen Strecken eingesetzt. Folgende Fahrzeuge gehörten buchmässig der Bern-Schwarzenburg-Bahn:
Dampflokomotiven
- 3 SLM Ed 3/4 (Nr. 51–53)

Elektrolokomotiven
- 2 Ce 4/6 (Nr. 313 + 314)

Elektrotriebwagen
- 1 CFZe 2/6 (Nr. 681a)